# メーヌ

メーヌの旗

メーヌ州

メーヌ（Maine）は、フランス革命以前のフランスの州の一つで、ル・マンを州都とした。以下の地域を含む。
- マイエンヌ県
- サルト県
- ロワール＝エ＝シェール県の一部
- ウール＝エ＝ロワール県の一部
- オルヌ県の一部